# خويدجان (مقاطعة فيروزآباد)
خويدجان (بالفارسية: خویدجان) هي قرية تقع في قسم أحمد آباد الريفي في إيران. يقدر عدد سكانها بـ 959 نسمة بحسب إحصاء 2016.